# Боз-Гоз (эстонский)
Боз-Гоз Эстонский (укр. Боз-Гоз Естонський, крымскотат. Eston Boz Göz, Эстон Боз Гозь) — исчезнувшее село в Первомайском районе Республики Крым, располагавшееся на северо-востоке района, в степной части Крыма, у границы с Красногвардейским районом, примерно в 5 километрах юго-западнее современного села Абрикосово.

## История
Первое документальное упоминание села встречается в Статистическом справочнике Таврической губернии. Ч.II-я. Статистический очерк, выпуск пятый Перекопский уезд, 1915 год, согласно которому в деревне Боз-Гоз (эстонский) Александровской волости Перекопского уезда числилось 10 дворов (все дворы безземельные) с эстонским населением в количестве 33 человек приписных жителей и 35 — «посторонних», из которых 37 мужчин и 31 женщина. За селением числилось 100 десятин земли. В хозяйствах имелось 122 лошади, 12 волов, 44 коровы и 372 головы мелкого скота.
После установления в Крыму Советской власти и учреждения 18 октября 1921 года Крымской АССР, в составе Джанкойского уезда был образован Курманский район, в состав которого включили село. В 1922 году уезды получили название округов. 11 октября 1923 года, согласно постановлению ВЦИК, в административное деление Крымской АССР были внесены изменения, в результате которых был ликвидирован Курманский район и село включили в состав Джанкойского. Согласно Списку населённых пунктов Крымской АССР по Всесоюзной переписи 17 декабря 1926 года, в селе Боз-Гоз (эстонский), в составе упразднённого к 1940 году Кончи-Шаввинского сельсовета Джанкойского района, числилось 33 двора, из них 32 крестьянских, население составляло 135 человек, из них 115 эстонцев и 20 русских. В последний раз селение встречается на карте 1931 года.